# Campeonato Europeo de Tiro con Arco en Sala de 2006
El X Campeonato Europeo de Tiro con Arco en Sala se celebró en Jaén (España) entre el 13 y el 18 de marzo de 2006 bajo la organización de la Unión Europea de Tiro con Arco (WAE) y la Federación Española de Tiro con Arco.

## Resultados

### Masculino
| Evento                    | Oro                                                      | Plata                                                            | Bronce                                                     |
| ------------------------- | -------------------------------------------------------- | ---------------------------------------------------------------- | ---------------------------------------------------------- |
| Arco recurvo individual   | Alessandro Rivolta · Italia                              | Markiyan Ivashko · Ucrania                                       | Marco Galiazzo · Italia                                    |
| Arco recurvo por equipo   | Markiyan Ivashko · Viktor Ruban · Pavlo Bekker · Ucrania | Michele Frangilli · Marco Galiazzo · Alessandro Rivolta · Italia | Jérôme Fiton Michael Verge Olivier Tavernier Francia       |
| Arco compuesto individual | Jean-Marc Beaud Francia                                  | Dominique Genet Francia                                          | Emiel Custers · Países Bajos                               |
| Arco compuesto por equipo | Martin Damsbo Erik Nielsen Tom Henriksen Dinamarca       | Stefano Mazzi · Sergio Pagni · Antonio Tosco · Italia            | Jean-Marc Beaud Sébastien Brasseur Dominique Genet Francia |

### Femenino
| Evento                    | Oro                                                              | Plata                                                          | Bronce                                                       |
| ------------------------- | ---------------------------------------------------------------- | -------------------------------------------------------------- | ------------------------------------------------------------ |
| Arco recurvo individual   | Bérengère Schuh Francia                                          | Naomi Folkard Reino Unido                                      | Almudena Gallardo · España                                   |
| Arco recurvo por equipo   | Derya Sarıaltın Natalia Nasaridze Damla Günay Turquía            | Tetiana Dorojova · Viktoriya Koval · Kateryna Paleja · Ucrania | Christina Schäfer · Karina Winter · Elena Richter · Alemania |
| Arco compuesto individual | Camilla Sømod Dinamarca                                          | Valérie Fabre Francia                                          | Amandine Bouillot Francia                                    |
| Arco compuesto por equipo | Oktiabrina Bolotova · Sofia Goncharova · Anna Kazantseva · Rusia | Paola Galletti · Eugenia Salvi · Michela Spangher · Italia     | Fátima Agudo · Julia Benito · Teresa Ronco · España          |

## Medallero
| Núm. | País         | Oro | Plata | Bronce | Total |
| ---- | ------------ | --- | ----- | ------ | ----- |
| 1    | Francia      | 2   | 2     | 3      | 7     |
| 2    | Dinamarca    | 2   | 0     | 0      | 2     |
| 3    | Italia       | 1   | 3     | 1      | 5     |
| 4    | Ucrania      | 1   | 2     | 0      | 3     |
| 5    | Rusia        | 1   | 0     | 0      | 1     |
| 5    | Turquía      | 1   | 0     | 0      | 1     |
| 7    | Reino Unido  | 0   | 1     | 0      | 1     |
| 8    | España       | 0   | 0     | 2      | 2     |
| 9    | Alemania     | 0   | 0     | 1      | 1     |
| 9    | Países Bajos | 0   | 0     | 1      | 1     |
|      | TOTAL        | 8   | 8     | 8      | 24    |